# Затоплення французького флоту в Тулоні
Затоплення французького флоту в Тулоні (фр. Sabordage de la flotte française à Toulon) — спланований акт самозатоплення 77 бойових кораблів та суден військово-морських сил Франції зранку 27 листопада 1942 року на військово-морській базі в Тулоні. Затоплення кораблів здійснювалося силами французьких офіцерів та матросів за наказом Адміралтейства режиму Віші, щоб уникнути захоплення нацистською Німеччиною кораблів, що стояли на рейді військово-морської бази.

## Історія

### Передумови
З падінням Франції у червні 1940 року та підписанням акту про капітуляцію, французький військово-морський флот припинив ведення бойових дій проти німців та італійців й був сконцентрований на військово-морських базах Франції в метрополії та її колоніальних володіннях. У липні та вересні 1940 британський флот здійснив раптову атаку на Мерс-ель-Кебір у Французькому Алжирі і спробу розгромити французький флот Віші в битві при Дакарі у Французькій Західній Африці відповідно, щоб зірвати можливість захоплення ворогом французьких кораблів. З огляду на такий розвиток подій, основний кістяк бойового складу ВМС Франції був зосереджений в Тулоні, де флот залишався під контролем режиму Віші, але були або роззброєні або позбавлені палива. В Тулоні, командування морським компонентом було розділене між адміралом Ж.де Лаборд, який очолював власно основні ударні сили флоту, у кількості 38 кораблів основних типів, і адміралом А.Маркізом, морським префектом ВМБ Тулона, у підпорядкуванні якого перебувало 135 кораблів та суден, в бойовому та неробочому стані.

### Події
Ситуація в Тулоні залишалася спокійною протягом двох років, поки 8 листопада 1942 союзні війська не розпочали висадку десанту у Французькій Північній Африці в рамках операції «Смолоскип». Стурбований початком активних дій союзників у Середземному морі, Адольф Гітлер віддав наказ на проведення операції «Антон», замислом якої передбачалося німецьким військам під командуванням генерала Й. Бласковіца окупувати усю територію, яка перебувала під владою уряду Віші. Початок операції був визначений на 10 листопада.
Хоча більшість військових у французькому флоті спочатку з обуренням віднеслася до вторгнення союзників до французької Африки, бажання приєднатися до боротьби проти нацистів скоро прокотилося по усьому флоту, і хвиля зборів та актів на підтримку генерала Шарля де Голля пройшла по різних кораблях.
Тим часом, у ході ведення бойових дій у Північній Африці, англо-американцями був узятий в полон командувач французькими військами Віші адмірал флоту Франсуа Дарлан, який відразу перейшов на бік союзників й закликав французів їх підтримувати. Віддавши наказ на припинення вогню 10 листопада, він направив адміралу де Лаборд свою вимогу ігнорувати накази французького Адміралтейства, вирватися з основними силами ВМС з порту Тулона й плити до Дакару. Однак, через особисті неприязні стосунки зі своїм начальником де Лаборд проігнорував його прохання.
Незабаром німецькі війська розпочали операцію із захоплення решти території Франції, й Гітлер віддав наказ негайно захопити французький флот силою.
Гросс-адмірал Еріх Редер намагався переконати фюрера не робити цього, заявивши, що французькі офіцери виконуватимуть свою обов'язок до кінця й не дозволять, щоб їх кораблі потрапили в руки іншої держави. Замість захоплення, Редер запропонував не займати Тулон, а задачу з його захисту покласти на французькі війська Віші. Гітлер нібито погодився з пропозицією Редера, але тихцем настояв на своїй ідеї опанувати французький флот, а після захоплення віддати великі надводні кораблі італійцям, тоді як підводні човни і невеликі судна забрати до складу Крігсмаріне.
11 листопада 1942, французький секретар військово-морського флоту адмірал Габріель Офан доручив адміралам де Лаборде і Маркізу не допустити введення іноземних військ на територію Тулонської бази і всіляко перешкоджати їх проникненню на військово-морські об'єкти та на французькі кораблі. Водночас, він наказав уникати застосування сили під час таких спроб. Якщо цього не можна буде запобігти, кораблі мали бути затоплені. Через чотири дні, Офан зустрівся з де Лаборде і спробував того переконати вивести флот у Північну Африку, щоб приєднатися до союзників. Лаборде відмовився заявивши, що він виконає такий наказ тільки з письмового наказу уряду.
18 листопада німці зажадали, щоб армія Віші була розформована.
В результаті, моряки були зняти з бойових кораблів й відправлені на посилення оборонних рубежів навколо міста, а німецькі та італійські війська наблизилися до Тулону. Такий розвиток подій означав, що в разі спроби прориву кораблів з військово-морської бази, буде набагато складніше підготувати кораблі до виходу в море. Прорив був би можливий, якщо б французькі екіпажі мали, через фальсифікацію звітів і фальсифікації з обрахуванням даних про заправлення паливом, достатньої кількості пального для переходу у Північну Африку. Наступні кілька днів французи продовжували свої оборонні приготування, у тому числі повним ходом йшла підготовка бойових кораблів до підриву та затоплення.

### Операція «Ліла»
27 листопада німецьке командування віддало наказ розпочати операцію «Ліла» — план із силового захоплення Тулону і оволодіння французьким флотом. Чотири бойові групи, зі складу 7-ї танкової дивізії та 2-ї танкової дивізії СС, увійшли до міста близько 4:00 ранку. Швидко опанувавши форт Ламалже (фр. Lamalgue), німці затримали адмірала Маркіза, але не змогли запобігти тому, щоб його начальник штабу відправив попередження кораблям флоту. Приголомшений німецьким зрадництвом, де Лаборд, який щиро залишався на позиції з підтримки уряду Віші, віддав наказ готуватися до затоплення і захищати кораблі, поки вони не потонули. Стрімко просуваючись через Тулон, німці поступово зайняли усі пануючі висоти над бухтою військово-морської бази і скинули з повітря морські міни на виходи з порту для запобігання втечі французьких кораблів.
Досягши воріт військово-морської бази, німці були затримані вартовими, які вимагали офіційного документу, який дозволяв би їх допуск на територію бази. О 5:25 ранку, німецькі танки увірвали силоміць на базу і адмірал де Лаборд віддав з борту флагмана французького лінкора «Страсбург», наказ затопити кораблі. По усьому порту спалахнула стрілянина, французи вели вогонь по німцям з кораблів. Німці вжили спробу домовитися, але не змогли піднятися на борт більшості кораблів та суден вчасно, щоб запобігти їх затопленню. Німцям навіть вдалося успішно увірватися на крейсер «Дюпле» і закрити кінгстони, але капітан крейсеру дав наказ підпалити запали вибухових пристроїв, які почали вибухати, німці втекли з корабля, не встигши його врятувати. Незабаром німці стали свідками того, як на рейді Тулонської бази тонуть та палають бойові кораблі французького флоту.

## Наслідки
В сутичках 27 листопада, французи втратили 12 чоловік убитими і 26 пораненими, 78 888 були взяті в полон (хоча вони були швидко звільнені після того, як французьке командування пообіцяло повне сприяння в зусиллях по рятуванню затонулих кораблів). Німці мали одного пораненого.
В ході затоплення флоту, французами були знищені 77 кораблів, у тому числі 3 лінійних кораблі, 1 гідроавіаносець «Командан Тест», 7 крейсерів, 15 есмінців, 13 міноносців, 6 шлюпів, 12 підводних човнів, 9 сторожових катерів, 19 допоміжних суден, 1 навчальний корабель, 28 буксирів і 4 кранів. П'яти підводним човнам вдалося вирватися в хаосі ситуації з бази, три досягли Північної Африки (два підводні човни дійшли до Алжиру: «Казабіанка» і «Марсойн», один човен «Глорейкс» — Орану), човен «Іріс» дістався іспанської Барселони, і останній — «Венус» — змушений був затопитися в гирлі гавані. Один надводний корабель «Леонор Френеля» також втік і дійшов до Алжиру. Німцям вдалося захопити тільки три роззброєні есмінці, чотири пошкоджені підводні човни і три цивільних судна. Також у руки німцям потрапили два застарілих лінкори, які не мали ніякої військової цінності, і 27 інших дрібних суден, деякі з яких були пошкоджені. Єдиним призом, що мав якусь вартість, було 40 000 тонн мазуту, знайдених у резервуарах для зберігання флоту. Тулонська гавань палала декілька днів, і нафтове забруднення було настільки сильне, що знадобилося два роки для того, щоб вода в гавані була очищена.
Тоді, як Шарль де Голль і Вільна Франція піддали різкій критиці дії, заявивши, що флот мусив втекти, затоплення кораблів запобігло від попадання їх в руки ВМС країн Осі. У ході рятувальних робіт деякі кораблі були підняти на поверхню, однак, жоден з великих кораблів не був введений знову до складу флотів під час війни. Після звільнення Франції, адмірал де Лаборд був засуджений за державну зраду, у тому числі у звинуваченні за те, що не намагався врятувати флот. Визнаний винним, він був засуджений до смерті. Невдовзі вирок був замінений на довічне ув'язнення, перш ніж він отримав помилування в 1947 році.

## Відео
- Heroic End Of French Fleet (1942) [Архівовано 19 квітня 2014 у Wayback Machine.]